# Casinaria infesta
Casinaria infesta là một loài tò vò trong họ Ichneumonidae.